# Phaonia annulipes
Phaonia annulipes är en tvåvingeart som först beskrevs av Stein 1906.  Phaonia annulipes ingår i släktet Phaonia och familjen husflugor. Inga underarter finns listade i Catalogue of Life.